# Agrostis nobilis
Agrostis nobilis é uma espécie de gramínea do gênero Agrostis, pertencente à família Poaceae.